# Neivamyrmex opacithorax
Neivamyrmex opacithorax es una especie de hormiga guerrera del género Neivamyrmex, subfamilia Dorylinae. 

## Distribución
Esta especie se encuentra en Costa Rica, México y los Estados Unidos.